# Zahrada léčivých rostlin Farmaceutické fakulty Univerzity Karlovy
Zahrada léčivých rostlin Farmaceutické fakulty UK či Botanická zahrada léčivých rostlin Farmaceutické fakulty UK je specializovaná univerzitní botanická zahrada v Hradci Králové.
Jedná se o účelové zařízení Farmaceutické fakulty Univerzity Karlovy, které se zabývá pěstováním léčivých rostlin pro pedagogické a výzkumné účely i sběrem semen léčivých rostlin pro mezinárodní výměnu semen.
Od roku 1992 se jedná o samostatné pracoviště při Farmaceutické fakultě UK.
Areál o ploše 2,5 ha/2,7 ha je přístupný veřejnosti. Vstup se nachází z Botanické ulice. Zahrada pěstuje na 500 taxonů zejména léčivých rostlin a od roku 2005 členem Unie botanických zahrad ČR.

## Historie
Zahrada byla založena v letech 1969–1970 se vznikem Farmaceutické fakulty UK jako výukový pavilon. Nejprve byla dočasně umístěna na pronajatém pozemku, dokud nebude získán vhodnější pozemek. Nakonec se podařilo získat pozemek od města na místě bývalé skládky a zahradnictví. Nová zahrada se začala budovat v roce 1990. Dokončena byla v roce 2000 výstavbou provozní a výukové budovy se skleníky, které byly zprovozněny v listopadu toho roku.

## Areál a expozice

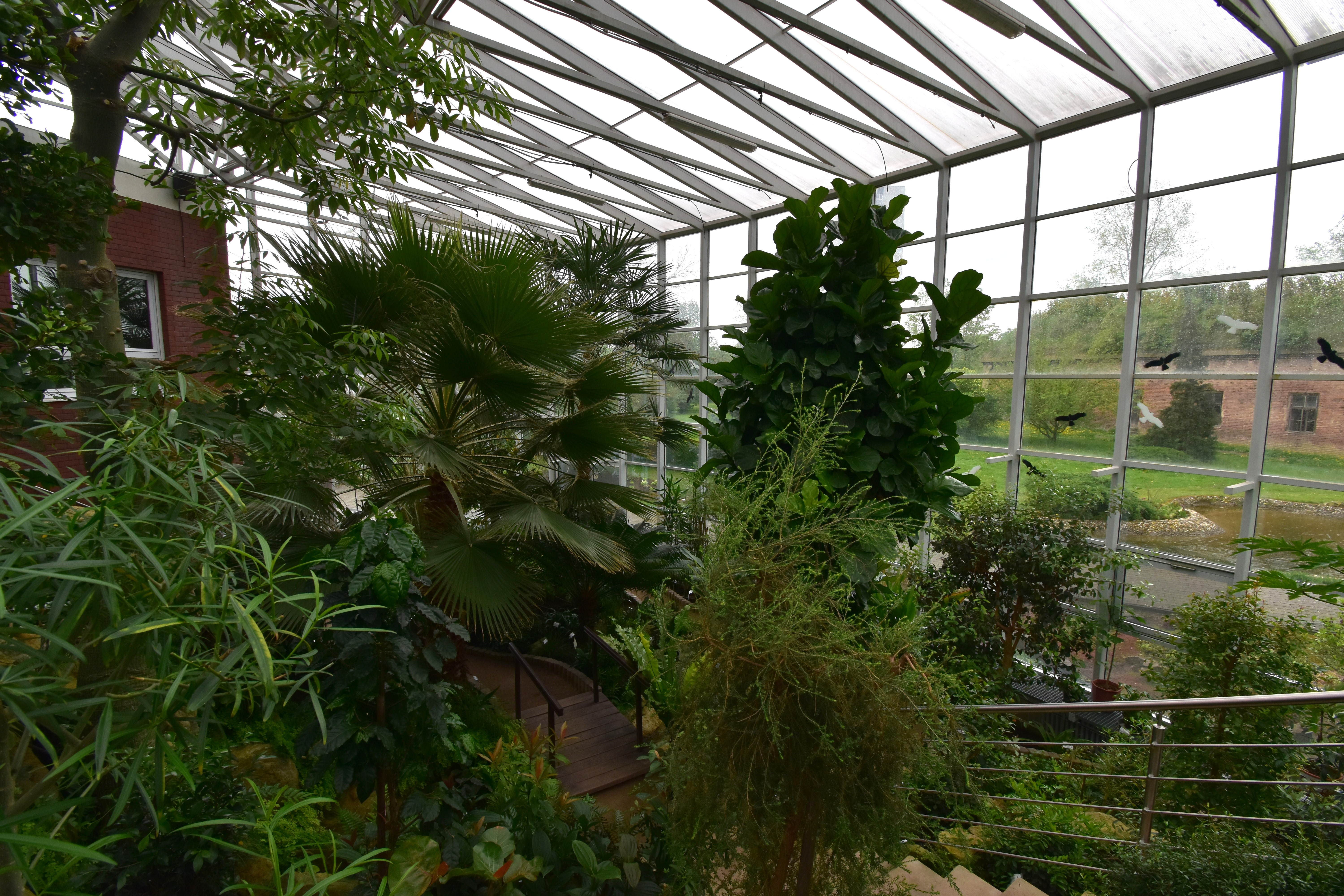
Interiér skleníku

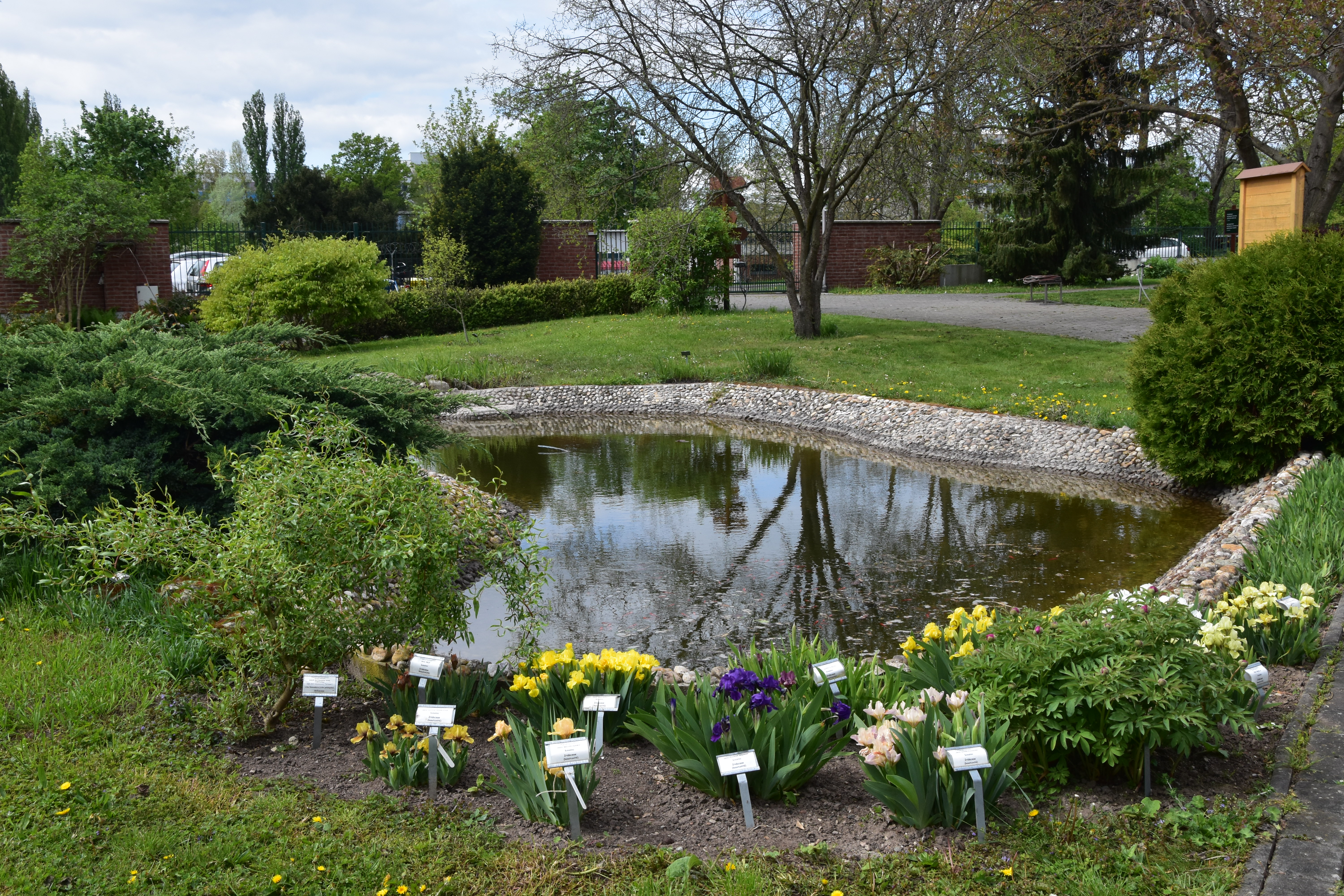
Jezírko s kosatci

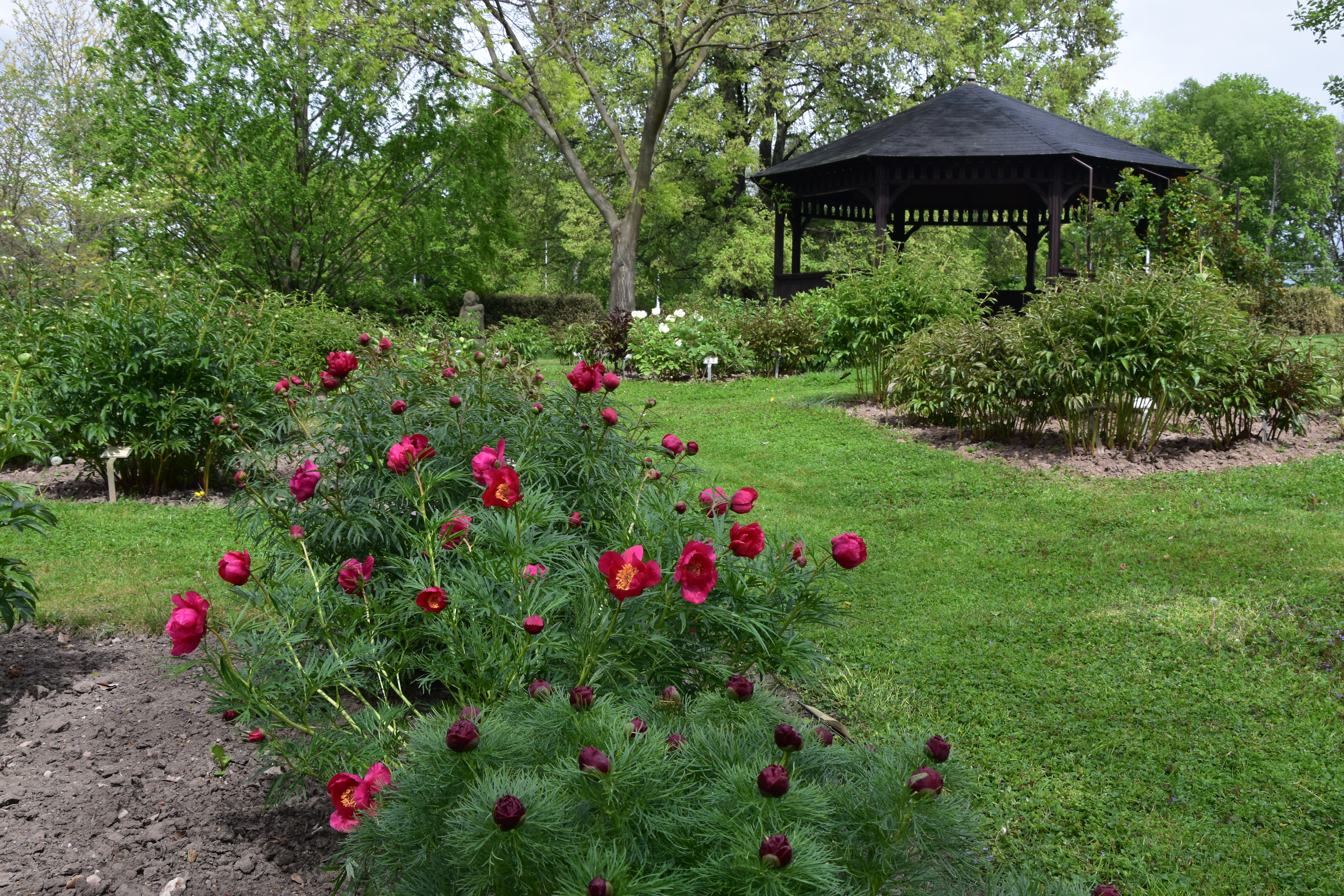
Pivoňky a altán

Návštěvníkům jsou přístupné tyto části a expozice v areálu:
- sbírkový skleník – plocha 370[1]/380[4] m2, výška až 8 metrů, pěstováno přes 120 druhů rostlin z tropů a subtropů[4], zejména farmaceuticky významné (např. pupečník asijský)[1]
- střešní zahrada – na střeše správní budovy – okrasné dřeviny, možnost posezení
- poznávací botanický systém léčivých rostlin
- fytoterapeutický systém
- systém toxických a potenciálně toxických rostlin
- rozárium – kolekce cca 300 růží v 50 odrůdách, vznik na podzim 2015 ve spolupráci s prestižní francouzskou růžařskou společností Meilland/Richardier[7]
- sbírka pivoněk – přes 100 taxonů bylinných pivoněk[8]
- francouzská zahrada
- naučná stezka farmacie[3] – 13 zastavení
- včelí úly (s informační tabulí) – u jedné z menších nádrží v jižní části areálu[9]

Součástí zahrady jsou také tři pěstební skleníky (110 m2). Používají se hlavně k vegetativnímu a generativnímu množení rostlin a také při výuce. Pěstovány jsou zde např. blahovičníky, skořicovník, aloe, australský čajovník kajeput či citronová tráva.
Botanická zahrada je přístupná v otevíracích hodinách za dobrovolné vstupné. Návštěvníkům nabízí také placené komentované prohlídky.

## Výuka
Botanická zahrada zajišťuje ve spolupráci s Katedrou farmakognozie a farmaceutické botaniky prostor pro realizaci praktické části výuky předmětů Farmaceutická botanika, Produkce léčivých rostlin, Poznávání léčivých rostlin, Toxikologie a Klinická a forenzní analýza toxických látek.